# Good Kids
Good Kids è un film del 2016 diretto da Chris McCoy.
Venne distribuito in distribuzione limitata e tramite video on demand il 21 ottobre 2016.

## Trama
Andy, Nora, Spice e The Lion, sono quattro studenti delle scuole superiori che dopo il diploma si rendono conto di non aver vissuto le esperienze dell'istituto come ogni altro giovane e decidono di reinventare la propria vita durante l'estate, prima di andare all'università.

## Produzione
Il 12 maggio 2014, è stato annunciato che Israel Broussard, Zoey Deutch, Nicholas Braun e Craig Roberts si erano uniti al cast del film e che Chris McCoy avrebbe diretto il film dalla sua sceneggiatura, che è apparsa su Black List del 2011. Il 12 settembre 2014, è stato annunciato che Ashley Judd, Demián Bichir, Mateo Arias, Julia Garner e Dayo Okeniyi si erano uniti al cast.
Le riprese sono iniziate il 12 settembre 2014 e terminate il 9 ottobre 2014.

## Distribuzione
Il film è stato distribuito il 21 ottobre 2016.

## Accoglienza

### Incassi
Girato con un budget stimato di 3.000.000 di dollari, il film ha incassato in tutto il mondo solamente 23.627 dollari.